# Godziesze Wielkie (plaats)
Godziesze Wielkie is een dorp in het Poolse woiwodschap Groot-Polen, in het district Kaliski. De plaats maakt deel uit van de gemeente Godziesze Wielkie.